# Nueva Zelanda en los Juegos Olímpicos de Seúl 1988
Nueva Zelanda estuvo representada en los Juegos Olímpicos de Seúl 1988 por un total de 83 deportistas que compitieron en 16 deportes.  
El portador de la bandera en la ceremonia de apertura fue el piragüista Ian Ferguson.

## Medallistas
El equipo olímpico neozelandés obtuvo las siguientes medallas:
| Nombre | Deporte    | Competición                |
| --- | ---------- | -------------------------- |
| Oro |            |                            |
| Mark Todd (Charisma)                                                                                      | Hípica     | Concurso completo ind.     |
| Ian Ferguson Paul MacDonald                                                                               | Piragüismo | K2 500 m M                 |
| Bruce Kendall                                                                                             | Vela       | Division II M              |
| Plata |            |                            |
| Ian Ferguson Paul MacDonald                                                                               | Piragüismo | K2 1000 m M                |
| Rex Sellers Christopher Timms                                                                             | Vela       | Tornado M                  |
| Bronce |            |                            |
| Mark Todd (Charisma) Margaret Knighton (Enterprise) Andrew Bennie (Grayshott) Tinks Pottinger (Volunteer) | Hípica     | Concurso completo por eqs. |
| Paul Kingsman                                                                                             | Natación   | 200 m espalda M            |
| Anthony Mosse                                                                                             | Natación   | 200 m mariposa M           |
| Paul MacDonald                                                                                            | Piragüismo | K1 500 m M                 |
| Eric Verdonk                                                                                              | Remo       | Scull ind. (M1x) M         |
| Christopher White Ian Wright Gregory Johnston George Keys Andrew Bird                                     | Remo       | Cuatro con timonel (M4+) M |
| Lynley Hannen Nicola Payne                                                                                | Remo       | Dos sin timonel (W2-) F    |
| John Cutler                                                                                               | Vela       | Finn M                     |